# Gulyás Balázs (színművész)
Gulyás Balázs (Kaba, 1986. október 19. –) magyar színész.

## Életpályája
A debreceni Ady Endre Gimnázium elvégzése után a Színház- és Filmművészeti Egyetem zenés színész osztályában 2009-ben diplomázott. Osztályfőnökei Kerényi Imre és Huszti Péter voltak.
2009 és 2010 között szabadúszó volt, többek között játszott a József Attila Színházban (Made in Hungária c. musical, Süsü a sárkány c. mesejáték), valamint a Budapesti Operettszínházban (Tavaszébredés). 2010 és 2012 között a székesfehérvári Vörösmarty Színház társulati tagja volt.

## Színházi szerepei
A Színházi adattárban regisztrált bemutatóinak száma: 19.
| Darab                         | Szerep            | Színház                         | Év   |
| ----------------------------- | ----------------- | ------------------------------- | ---- |
| Életjáték'                    | Improvizatőr      | Dumaszínház                     | 2007 |
| Süsü, a sárkány'              | Szénégető         | József Attila Színház           | 2008 |
| Bástyasétány 77.'             | Patkó Pál         | Ódry Színpad                    | 2009 |
| Tavaszébredés'                | Hanschen          | Budapesti Operettszínház        | 2009 |
| Kabaré'                       | Konferanszié      | Vörösmarty Színház              | 2009 |
| Scooby-Doo és a Kalózszellem' | Scooby-Doo / Otto | Papp László Budapest Sportaréna | 2010 |
| Godspell'                     | Júdás             | Vörösmarty Színház              | 2010 |
| Fekete kávé'                  | Edward Raynor     | Vörösmarty Színház              | 2011 |
| A Dizőz halála'               | Káró Király       | Interaktív Vacsoraszínház       | 2011 |

## Diszkográfia
Közreműködő
| Év   | Előadó   | Album  | Kiadó          |
| ---- | -------- | ------ | -------------- |
| 2009 | Backdoor | Éld át | szerzői kiadás |